# Thomas Schie
Thomas Schie (ur. 1 grudnia 1975 roku w Oslo) – norweski kierowca wyścigowy.

## Kariera
Schie rozpoczął karierę w wyścigach samochodowych w 1993 roku od startów w Szwedzkiej Formule Ford Junior. Z dorobkiem 37 punktów uplasował się na trzeciej pozycji w klasyfikacji generalnej. W późniejszych latach pojawiał się także w stawce Skandynawskiej Formuły Opel Lotus, Pucharu Narodów Formuły Opel Lotus, Barber Dodge Pro Series, Formuły 3000 oraz Swedish Touring Car Championship.
W Formule 3000 Norweg wystartował w dziesięciu wyścigach sezonu 1997. Jednak nigdy nie zdobywał punktów. Został sklasyfikowany na 29 miejscu w końcowej klasyfikacji kierowców.